# Hoplitis bilobulata
Hoplitis bilobulata là một loài Hymenoptera trong họ Megachilidae. Loài này được Wu mô tả khoa học năm 1992.